# 烏山 (土浦市)
烏山（からすやま）は、茨城県土浦市の町名。現行行政地名は烏山一丁目から烏山五丁目。郵便番号は300-0836。

## 地勢・位置
土浦市の南東部、花室川南岸に位置する。北は大岩田、東から南は稲敷郡阿見町阿見、西は右籾に接する。

### 河川
- 花室川 - 町域北辺を東流する。

## 歴史
戦時中に海軍は第一海軍航空廠の周辺地区として、旧1区に工員養成所地区（現在は市営南ヶ丘住宅）および資材分散地（旧烏山公民館）、旧2区に自動車関連地区、野外飛行機繋留地および無蓋掩体壕を置いた。昭和40年代に入ると、茨城県住宅供給公社は本村北側の丘陵地に数百戸の団地造成を計画、のち分譲住宅として販売し、人口が急増した。

### 沿革
- 1889年（明治22年）4月1日 - 信太郡烏山村、町村制施行（明治の大合併）により周辺7村と合併し閉村。信太郡東村大字烏山
- 1896年（明治29年）4月1日 - 信太郡廃され、稲敷郡を設置。同時に東村は請願により新治郡へ郡村組替。新治郡東村大字烏山
- 1939年（昭和14年）6月1日 - 東村が土浦町に編入。新治郡土浦町大字烏山
- 1940年（昭和15年）11月3日 - 土浦町は眞鍋町と合併し、市制施行。土浦市大字烏山
- 1991年（平成3年）9月2日 - 町界町名整理を実施。土浦市烏山一丁目・烏山二丁目・烏山三丁目・烏山四丁目・烏山五丁目[4]

### 町名の変遷
| 実施後     | 実施年月日   | 実施前 |
| ---------- | ------------ | ------ |
| 烏山一丁目 | 1991年9月2日 | 烏山   |
| 烏山二丁目 | 1991年9月2日 | 烏山   |
| 烏山三丁目 | 1991年9月2日 | 烏山   |
| 烏山四丁目 | 1991年9月2日 | 烏山   |
| 烏山五丁目 | 1991年9月2日 | 烏山   |

### 旧字一覧[要出典]
久保、新地、新屋敷、馬場、前峯、長峯、宮鈴臺、堂前、堂後、原久保、東谷、西谷、野谷、四谷、北平、小西、瀧の入、新地、先上

## 世帯数と人口
2017年（平成29年）8月1日現在の世帯数と人口は以下の通りである。
| 丁目       | 世帯数    | 人口    |
| ---------- | --------- | ------- |
| 烏山一丁目 | 261世帯   | 664人   |
| 烏山二丁目 | 334世帯   | 809人   |
| 烏山三丁目 | 99世帯    | 271人   |
| 烏山四丁目 | 333世帯   | 681人   |
| 烏山五丁目 | 437世帯   | 996人   |
| 計         | 1,464世帯 | 3,421人 |

## 交通

### 鉄道
最寄の鉄道駅は常磐線土浦駅・荒川沖駅。

### バス
- 太字は烏山にあるバス停留所

| 系統 | 主要経由地                                                 | 行先             | 運行会社 |
| ---- | ---------------------------------------------------------- | ---------------- | -------- |
|      | 土浦駅・烏山第一団地・烏山団地中央・烏山第二団地・烏山団地 | 土浦駅・烏山団地 | ■関鉄    |
|      | 土浦駅・桜ヶ丘・右籾・補給処裏門・烏山入口                 | 土浦駅・荒川沖駅 | ■関鉄    |

### 道路
- 国道125号阿見美浦バイパス - 町域中央部を東西に横断する。
- 茨城県道203号荒川沖阿見線 - 町域南端に突出部があり、突出部の南端が阿見原郵便局の西側で接している。

## 施設
- 六中地区公民館
- 烏山公民館
- 土浦市立ポプラ児童館
- 土浦烏山簡易郵便局
- エンゼルスポーツ幼稚園
- めぐみ愛育めぐみ保育園
- 烏山東公園
- 烏山西公園
- 烏山南公園
- 烏山北公園
- 烏山第1公園
- 烏山第2公園
- 烏山第3公園
- 烏山第4公園
- 烏山第5公園
- 烏山第6公園
- 烏山第7公園
- 烏山南ヶ丘公園
- 烏山二丁目公園
- 烏山四丁目公園
- 烏山二丁目緑地
- 市営南ヶ丘住宅
- セブン-イレブン土浦烏山125号バイパス店

## 小・中学校の学区
市立小・中学校に通う場合、学区は以下の通りとなる。
| 丁目   | 番地 | 小学校               | 中学校                 |
| ------ | ---- | -------------------- | ---------------------- |
| 一丁目 | 全域 | 土浦市立大岩田小学校 | 土浦市立土浦第六中学校 |
| 二丁目 | 全域 | 土浦市立大岩田小学校 | 土浦市立土浦第六中学校 |
| 三丁目 | 全域 | 土浦市立大岩田小学校 | 土浦市立土浦第六中学校 |
| 四丁目 | 全域 | 土浦市立大岩田小学校 | 土浦市立土浦第六中学校 |
| 五丁目 | 全域 | 土浦市立大岩田小学校 | 土浦市立土浦第六中学校 |